# 阿布达拉·西马
阿布达拉·迪珀·西马（法語：Abdallah Dipo Sima；2001年6月17日—），是一名塞内加爾足球运动员，场上司职前锋，現効力英超球队白禮頓。塞内加尔国家足球队成員。

## 俱乐部生涯

### 布拉格斯拉维亚
2020年7月23日，捷甲俱乐部布拉格斯拉维亚官方宣布，球队已经签下了塞内加尔前锋西马，他将加入俱乐部的预备队。不久后，西马被主教练提拔至一线队。2020年9月26日，在布拉格斯拉维亚3-0完胜斯洛瓦茨科的比赛中，西马在第85分钟时替补登场，完成了一线队首秀。在2020–21赛季中，西马成为俱乐部的进攻核心，在重要比赛中屡屡进球。2021年2月25日，在布拉格斯拉维亚2-0客胜英超球队莱斯特城的欧联杯32强赛中，西马打进了球队在比赛中的第二粒进球，帮助球队锁定胜局。在首回合交锋中，两队战成0-0平，因此这场重要的胜利也成功帮助布拉格斯拉维亚晋级欧联杯16强。这粒进球已经是他在2020–21赛季中打进的第4粒欧联杯进球了。

## 国家队生涯
2021年3月26日，在塞内加尔0-0战平刚果共和国的非洲杯预选赛比赛中，西马在第79分钟时替补登场，完成了国家队首秀。

## 生涯数据

### 俱乐部
最後更新：2021年3月18日
| 俱乐部         | 赛季     | 联赛     | 联赛 | 联赛 | 杯赛 | 杯赛 | 欧战 | 欧战 | 其他 | 其他 | 合计 | 合计 |
| 俱乐部         | 赛季     | 联赛等级 | 出场 | 进球 | 出场 | 进球 | 出场 | 进球 | 出场 | 进球 | 出场 | 进球 |
| -------------- | -------- | -------- | ---- | ---- | ---- | ---- | ---- | ---- | ---- | ---- | ---- | ---- |
| 布拉格斯拉维亚 | 2020–21  | 捷甲     | 17   | 11   | 0    | 0    | 10   | 4    | —    | —    | 27   | 15   |
| 生涯合计       | 生涯合计 | 生涯合计 | 17   | 11   | 0    | 0    | 10   | 4    | —    | —    | 27   | 15   |

1. ↑  在欧联杯中的出场